# 湯沢多喜子
湯沢 多喜子（ゆざわ たきこ 1953年1月1日 - ）は、日本のAV女優。バルドエージェンシー所属。

## 出演作品

### 2007年
- 五十路近親相姦 湯沢多喜子（2月22日、センタービレッジ）
- 実録！近親相姦 巨乳お母さんの悩殺マッサージ 湯沢多喜子（3月17日、ルビー）
- 山の手慕情 湯沢多喜子（3月22日、センタービレッジ）
- 母子交尾【芦ノ湖路】（4月21日、ルビー）
- 新・母子相姦 母と息子の近親相姦 湯沢多喜子（5月19日、ルビー）
- 新・母子相姦遊戯 母と子 #20 湯沢多喜子（6月6日、グローバルメディアエンタテインメント）
- 中出し手ほどき 母子姦通 湯沢多喜子（6月21日、センタービレッジ）
- 近●相姦 僕のお母さんはソープ嬢 湯沢多喜子（6月22日、なでしこ）
- 近親相姦 母子熱愛 湯沢多喜子（7月12日、センタービレッジ）
- 熟母相姦中出しドキュメント 湯沢多喜子（7月25日、小林興業）
- 路地裏の熟年売春婦 湯沢多喜子（7月25日、BRAVO）
- 姥桜 豊満五十路中出し 湯沢多喜子（8月25日、アカデミック）
- 五十路の母 湯沢多喜子（9月18日、なでしこ）
- 五十路の性 21（9月25日、マドンナ）
- 熟女の巨尻 湯沢多喜子 山下紫織（10月5日、映天）
- 熟女にイカされちゃった僕 6（10月7日、マドンナ）
- オバサンの蒸れた足の臭いを嗅がされながら手コキされて僕はもうガマンできない（11月25日、若松映像）
- ホテルのメイド お掃除奥さんこんにちは 湯沢多喜子（12月13日、センタービレッジ）
- 巨乳オバサンに無理やり手コキされて僕はもうガマンできない（12月19日、若松映像）
- 巨乳熟女にセンズリ見せつけ競泳水着（12月25日、ジャネス）
- 2007年RUBY年鑑 母子交尾特別篇 2（12月29日、ルビー）

### 2008年
- 山の手慕情 総集編（1月10日、センタービレッジ）
- 豊満大全集（1月17日、センタービレッジ）
- 近●相姦中出し 五十路母子近親愛 湯沢多喜子（1月25日、なでしこ）
- 熟女も濡れる乱交の宿 美熟女と行く混浴温泉バスツアー 3（1月25日、マドンナ）
- 極上!五十路熟女中出し4時間スペシャル（1月25日、なでしこ）
- 2007年RUBY年鑑 実録！近親相姦特選特別編（1月26日、ルビー）
- ママの巨乳にミルクをかけ舐め、授乳もしてもらっちゃいました 1（2月5日、ジャネス）
- 真・実母筆おろし 十二組の親子の初姦ベストセレクション!（2月6日、グローバルメディアエンタテインメント）
- 熟女が悶える淫行の宿 〜もう一つの混浴温泉バスツアー 3〜（2月25日、マドンナ）
- 近親相姦 母のお尻 湯沢多喜子55歳（3月8日、ルビー）
- 五十路の性欲 湯沢多喜子（3月19日、MARIA）
- 豊満五十路の中出し交尾 4時間（3月21日、アカデミック）
- 巨乳熟女艶まんこ濡れ食い込み 其の壱（3月25日、未来フューチャー）
- お母さんのぬるぬる悶え汁（5月1日、センタービレッジ）
- 禁断の母子愛 湯沢多喜子（5月10日、ルビー）
- 四十路、五十路近親相姦総集編（6月5日、センタービレッジ）
- 五十路の艶熟母 湯沢多喜子（7月12日、ルビー）
- 湯沢多喜子大全集（7月17日、センタービレッジ）
- 高齢熟女の下品なオナニー 第二章（7月18日、アカデミック）
- 五十路妻35人4時間（7月19日、ダイナマイトエンタープライズ）
- 中出し手ほどき母子姦通 4時間DX（7月24日、センタービレッジ）
- 極上！五十・六十路熟女中出し4時間スペシャル 5（7月25日、なでしこ）
- 満開おばメタボ！！ 魅惑の巨尻豊満熟女30人4時間（8月19日、ダイナマイトエンタープライズ）
- 全部見せます！！R40総集編（9月13日、BRAVO）
- 独身熟女 五十路の尺八12人（9月19日、アカデミック）
- お母さんの授乳と手コキ 2（10月3日、映天）
- 近親相姦 母子熱愛 II 4時間10人（10月16日、センタービレッジ）
- 熟女20人の手コキ！ザーメン放出祭（10月19日、若松映像）
- 熟女 湯沢多喜子コレクション（11月8日、ルビー）
- 超微細ハイビジョン！中出しに悶える三人の美熟女（11月17日、なでしこ）
- 五十路妻 完熟絶倫編35人4時間（11月19日、ダイナマイトエンタープライズ）
- 2008年ルビー年鑑 VOL.2（12月6日、ルビー）
- 2008年ルビー年鑑 VOL.5（12月6日、ルビー）
- 電撃!!巨大乳輪（12月11日、センタービレッジ）

### 2009年
- お母さんと日常生活 4 〜着替え、日常風景。自慰、入浴、放尿編〜（1月16日、映天）
- 近親相姦 背徳母子交尾 ベストセレクション（3月4日、グローバルメディアエンタテインメント）
- 近所の奥様DXベスト 22人4時間（3月19日、ダイナマイトエンタープライズ）
- 艶熟母 Vol.3（4月2日、映天）
- 近○相姦×中出し 五十路の母に包まれて 禁断の交尾4時間スペシャル（4月17日、なでしこ）
- 近親相姦 五十路のデカパイに挟まれたい 湯沢多喜子（4月23日センタービレッジ）
- 僕のお母さんはソープ嬢 泡まみれ4時間DELUXE（4月24日、なでしこ）
- お母さんの授乳手コキ BEST 25人（5月1日、映天）
- 近所で見かけたふぞろいのお母さん お母さんとの情事編120分（5月1日、ABC/妄想族）
- 田舎くさいババアは僕の好みです 22人4時間（5月19日、ダイナマイトエンタープライズ）
- お母さんと日常生活BEST 240分20人（6月5日、映天）
- 姥桜BOX 三度のメシより男好き！五十路COLLECTION 4枚組（6月19日、アカデミック）
- 近親相姦 息子のチ●ポを欲しがる変態エロ母たち（7月2日、センタービレッジ）
- お母さんの上半期 BEST 4時間（8月1日、映天）
- 五十路母の中出し交尾 4時間20人（8月6日、センタービレッジ）
- 五十路の性欲 総集編弐（8月19日、MARIA）
- マドンナ2008年全291タイトル作品集8時間￥1980（8月25日、マドンナ）
- 手コキしたい母親達 精子でるトコ見せて御覧なさい 4時間（9月1日、ABC/妄想族）
- 母さん僕のウマカ棒を両手でシゴかないで 22人4時間（9月19日、ダイナマイトエンタープライズ）
- 絶倫ばあさん 30人4時間（10月19日、ダイナマイトエンタープライズ）

### 2010年
- たれ乳ばばあ天国（1月13日、Pile Driver）
- 月刊 老婆2 30人4時間（3月19日、ダイナマイトエンタープライズ）
- 熟成 四十路五十路の20人（4月19日、ABC/妄想族）
- 超微細ハイビジョン！中出しに悶える15人の美熟女スペシャル（5月17日、なでしこ）
- 近親相姦 発情ババアに中出し（6月24日、Yellow Duck）
- 若松映像￥1,980 人妻悶絶電マ50人4時間（7月19日、若松映像）
- 近親相姦 母のお尻 デラックスコレクション PART2（8月7日、ルビー）
- 近親相姦 母の穴 30人4時間（8月26日、Yellow Duck）
- 近親相姦 中出しJAPAN（9月13日、Pile Driver）
- 五十路六十路 完熟巨乳大全集（9月23日、センタービレッジ）
- 四十路五十路 美熟母の超優しくて激エロいどっぷり手コキフェラ ハイブリッド編 2時間（10月1日、映天）
- 熟年お達者フェラチオ 高齢熟女24人の尺八 4時間（10月25日、アカデミック）
- 新・母子相姦 4時間ベストコレクション PART3（11月6日、ルビー）